# Pescecyclops pilbaricus
Pescecyclops pilbaricus is een eenoogkreeftjessoort uit de familie van de Cyclopidae. De wetenschappelijke naam van de soort is voor het eerst geldig gepubliceerd in 2004 door Karanovic.